# 雅加達地鐵南北線電聯車
雅加達地鐵南北線電聯車是雅加達地鐵的第一款通勤型電聯車，於2019年3月24日正式開始營運。

## 概要
本型車是雅加達地鐵的第一款通勤型電聯車，雅加達地鐵公司於2015年簽訂合約，向日本住友集團、日本車輛製造採購16列電動列車（96節車廂）。一列南北線列車設有6節車廂，車體最寬處達到2.9米，整列車最大載客量為1992人，營運速度為每小時30至40公里，設有閉路電視、優先座、輪椅預留位、乘客資訊系統等設施。

## 外觀
本型車是是使用日車式工法製造，使用不鏽鋼打造20公尺級4門車6輛編組的列車。由於使用日車是工法製造，因此列車側面車門以及窗戶間會有一條明顯的銲接接縫。
列車車頭端面以藍色弧形線條勾勒出現代感，列車車頭燈以及車尾燈皆設於端面上緣兩側，中間設置了LED行先面板，列車側面線條則是由列車端面的塗色延伸。
由於雅加達是熱帶氣候，因此列車裝設了2部大容量的空調，提升車內的舒適度。

## 車內設備

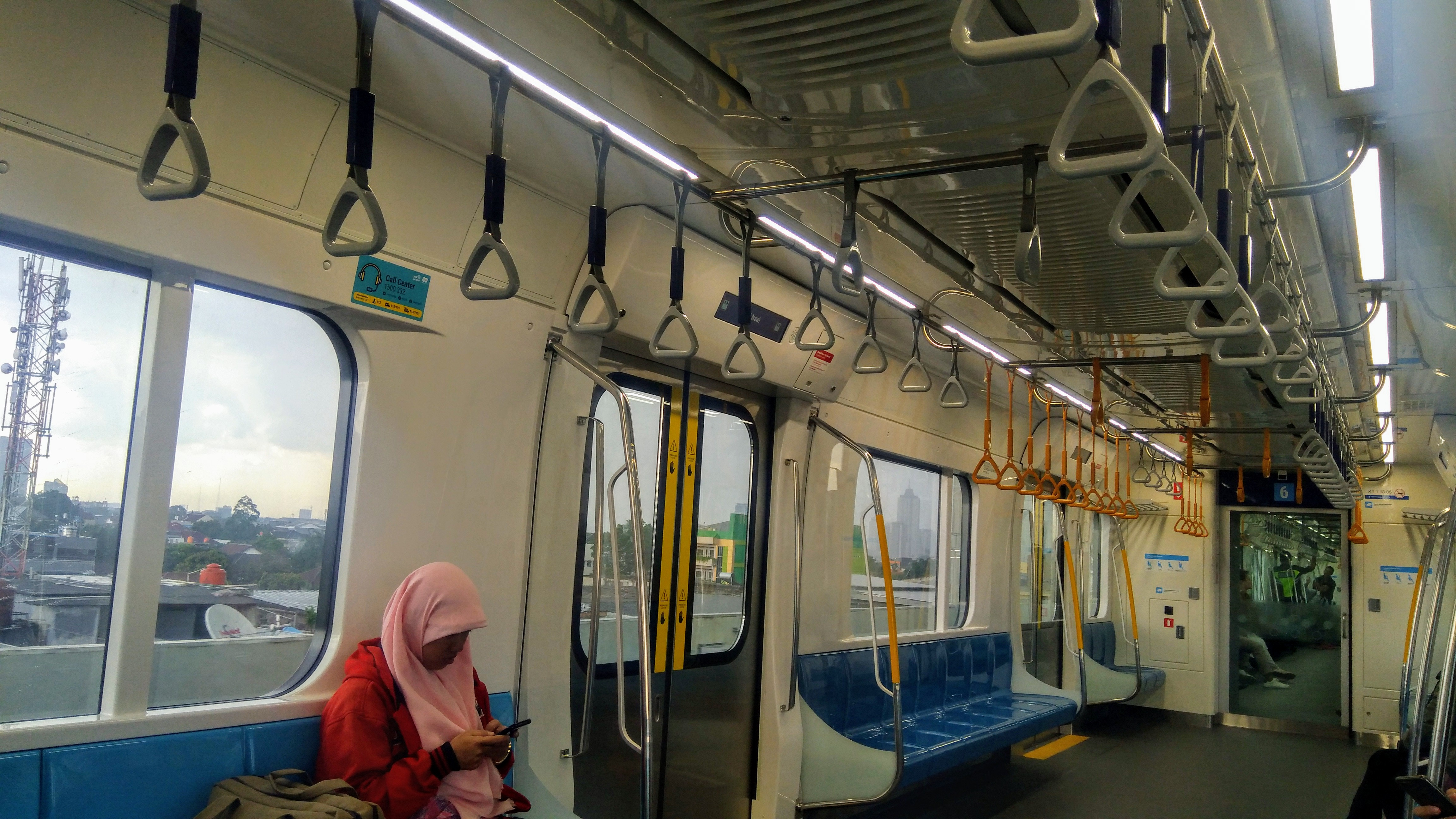
車內內裝

每個車門上設有長型液晶螢幕（LCD）作為旅客資訊版，每扇車門上皆配有一組螢幕，為防止犯罪行為，每節車廂皆有安裝監視錄影機。
列車地板以灰色材料鋪底，車門邊再以黃色分出注意安全區域，列車座椅設有博愛座，座椅顏色比一般座椅淺，以利分別，並且設有輪椅停放空間，以方便行動不便的人不必與一般乘客擠，吊環在博愛座及輪椅停放空間改以黃色吊環區分，座位上方並沒有設置行李架。

## 編成表
|          | ← 布陸斯谷 方向 印度尼西亞大酒店圓環 方向→ |     |     |     |     |     |
| 車種     | Tc2                                        | M1  | M2  | M1' | M2' | Tc1 |
| 總定員   | 307                                        | 332 | 336 | 336 | 332 | 307 |
| 座席定員 | 48                                         | 54  | 51  | 51  | 54  | 48  |

## 車輛配屬
全數配屬於布陸斯谷機廠。

## 運用
於雅加達地鐵南北線布陸斯谷站到印度尼西亞大酒店圓環站來回行駛。
先頭車在每日上下班尖峰時段7:00～9:00以及17:00～19:00會作女性專預車廂使用。

## 歷史
- 2015年
  - 雅加達地鐵公司與日本住友集團、日本車輛製造簽訂合約[4]。
- 2018年
  - 電聯車開始製造與運送。
- 2019年
  - 3月24日正式開始營運[2]。

## 圖片

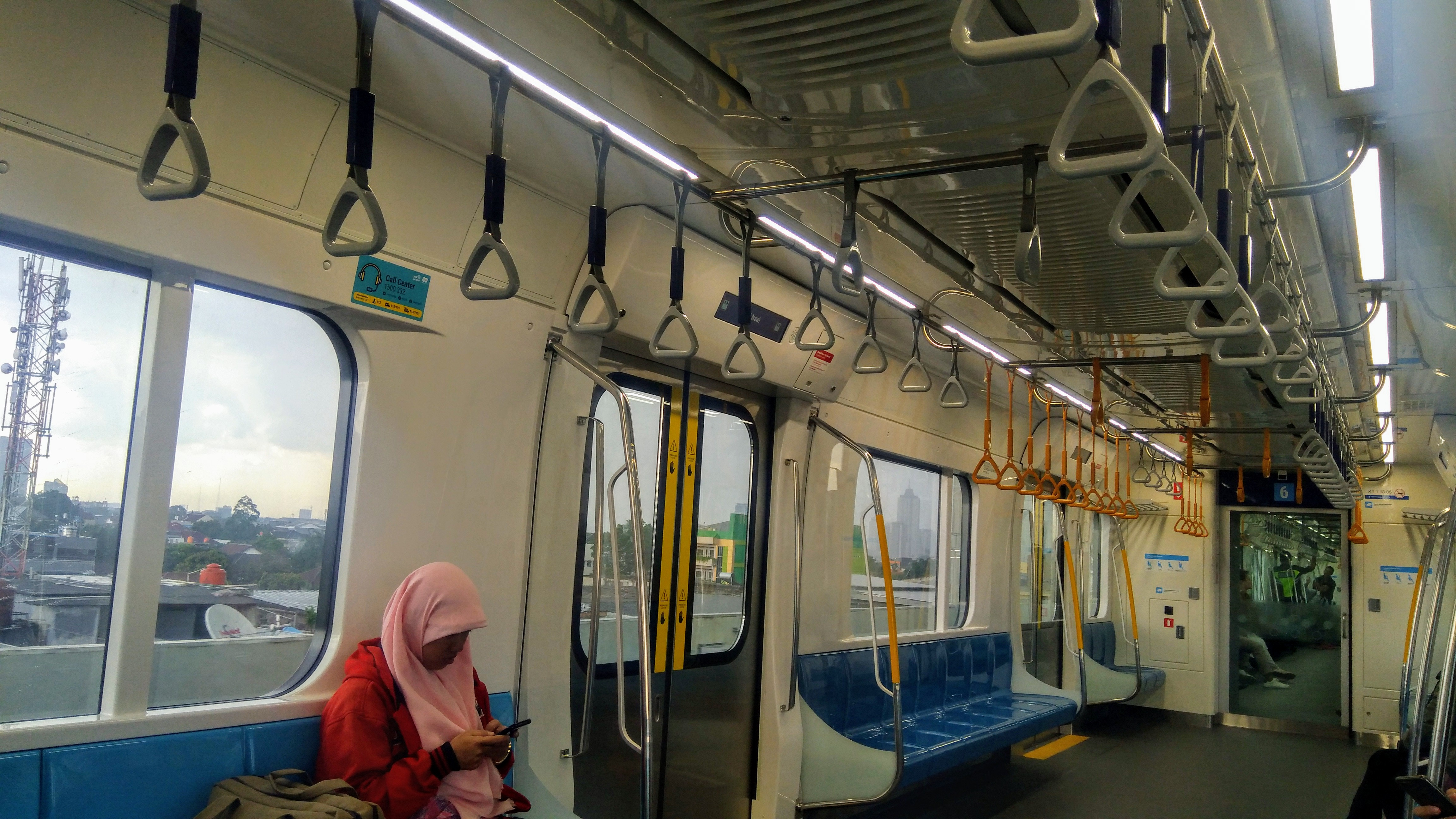
車廂內裝
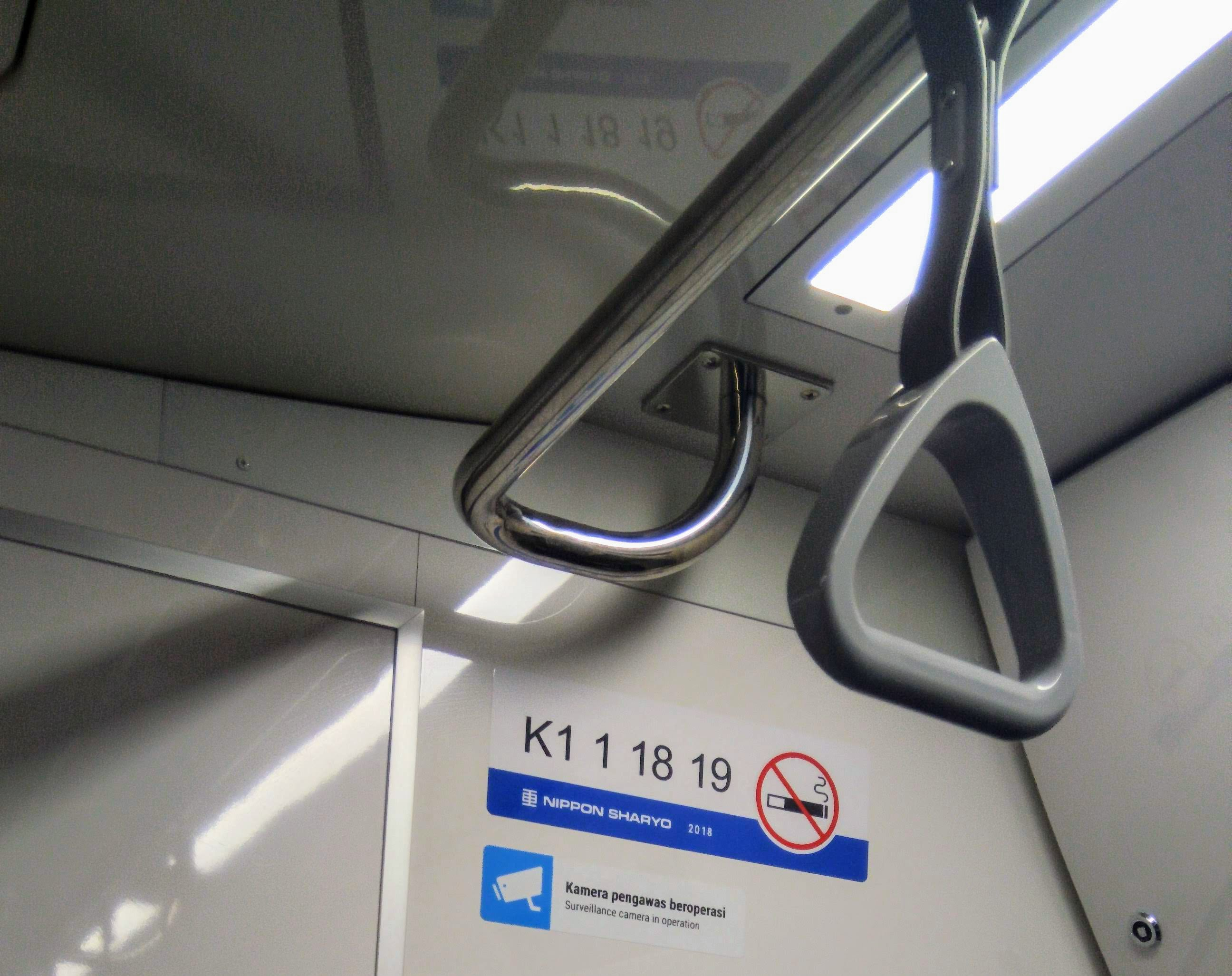
車廂編號與製造銘版
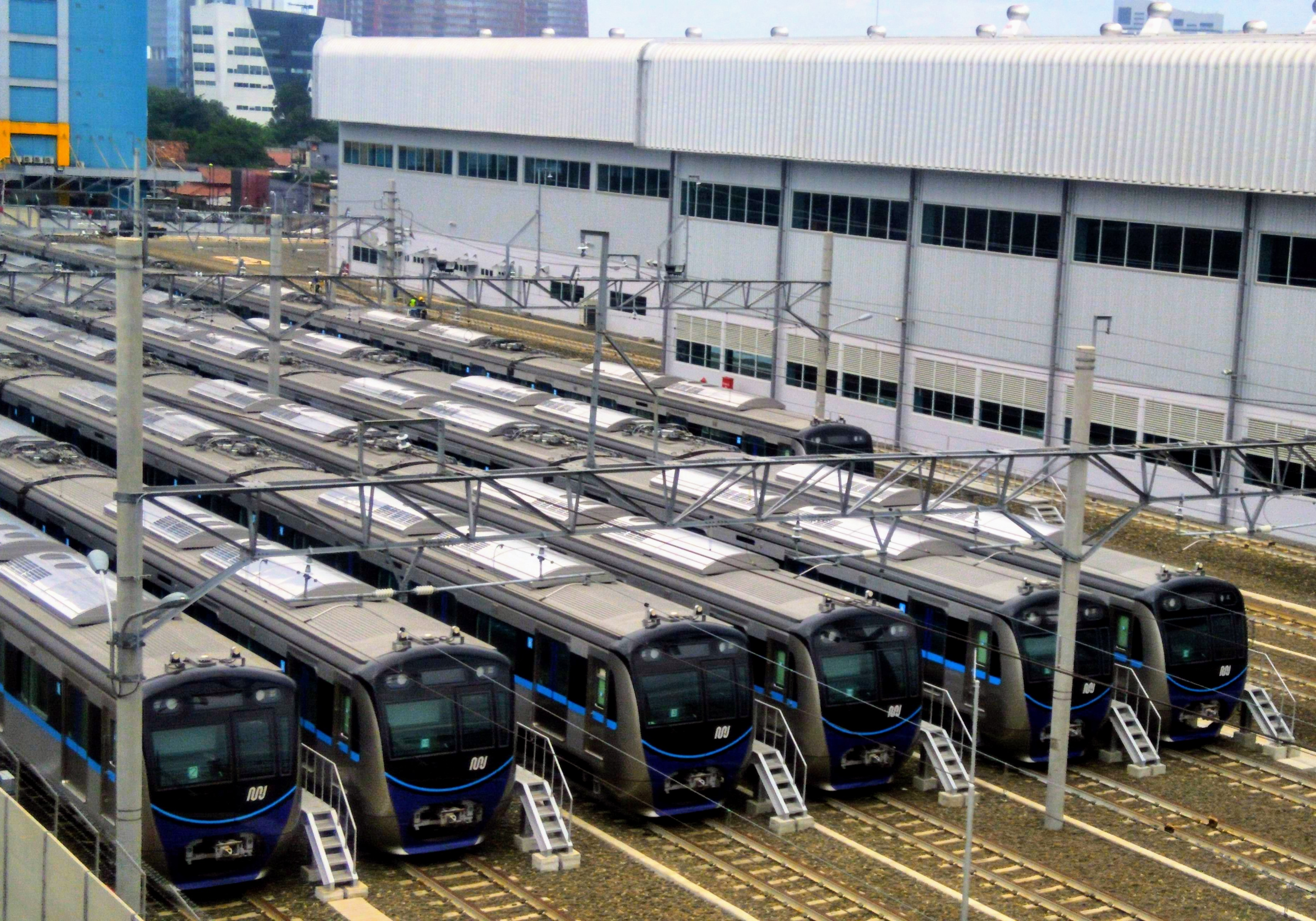
於布陸斯谷機廠的列車
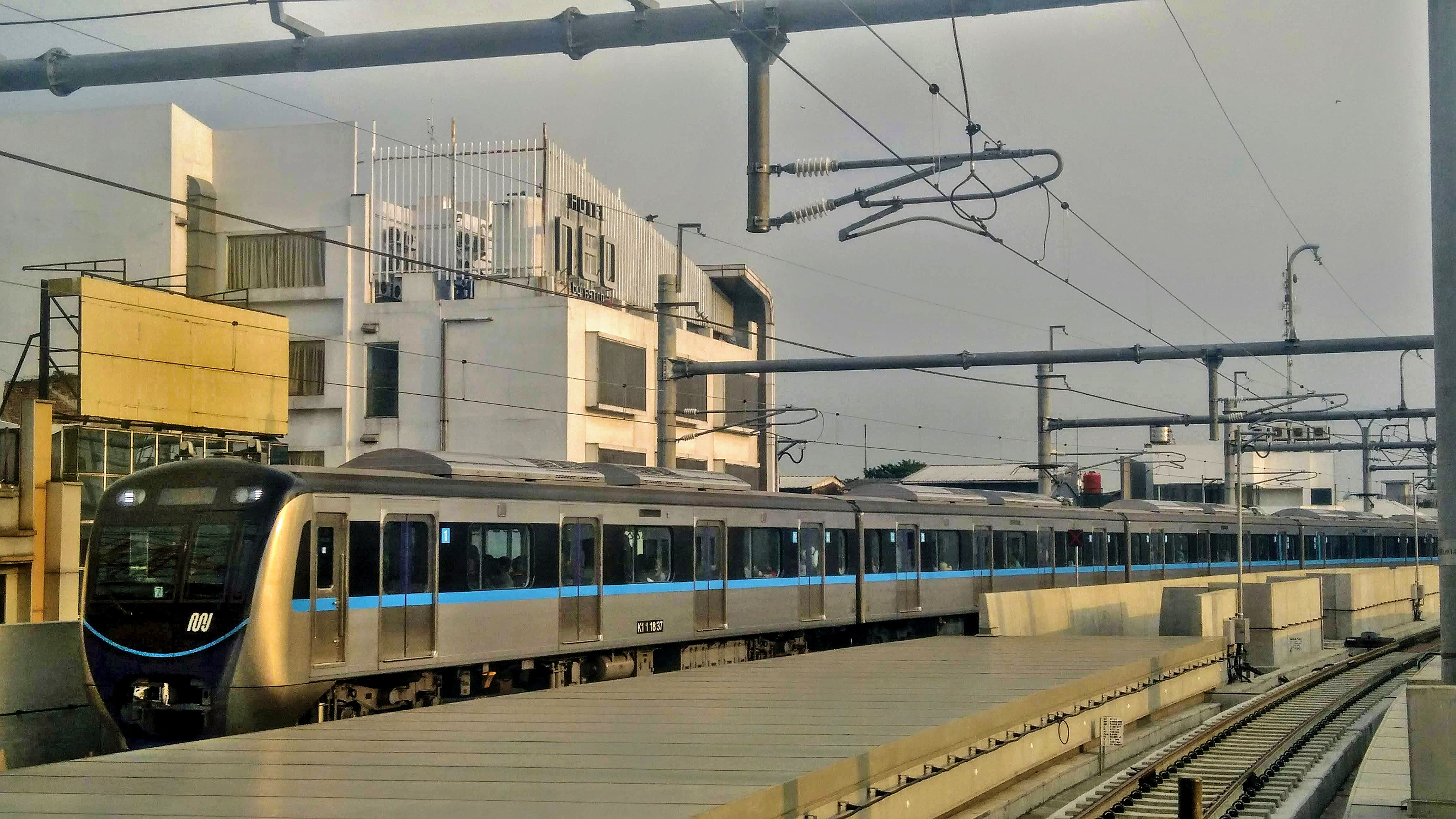
K 1 18 37號列車
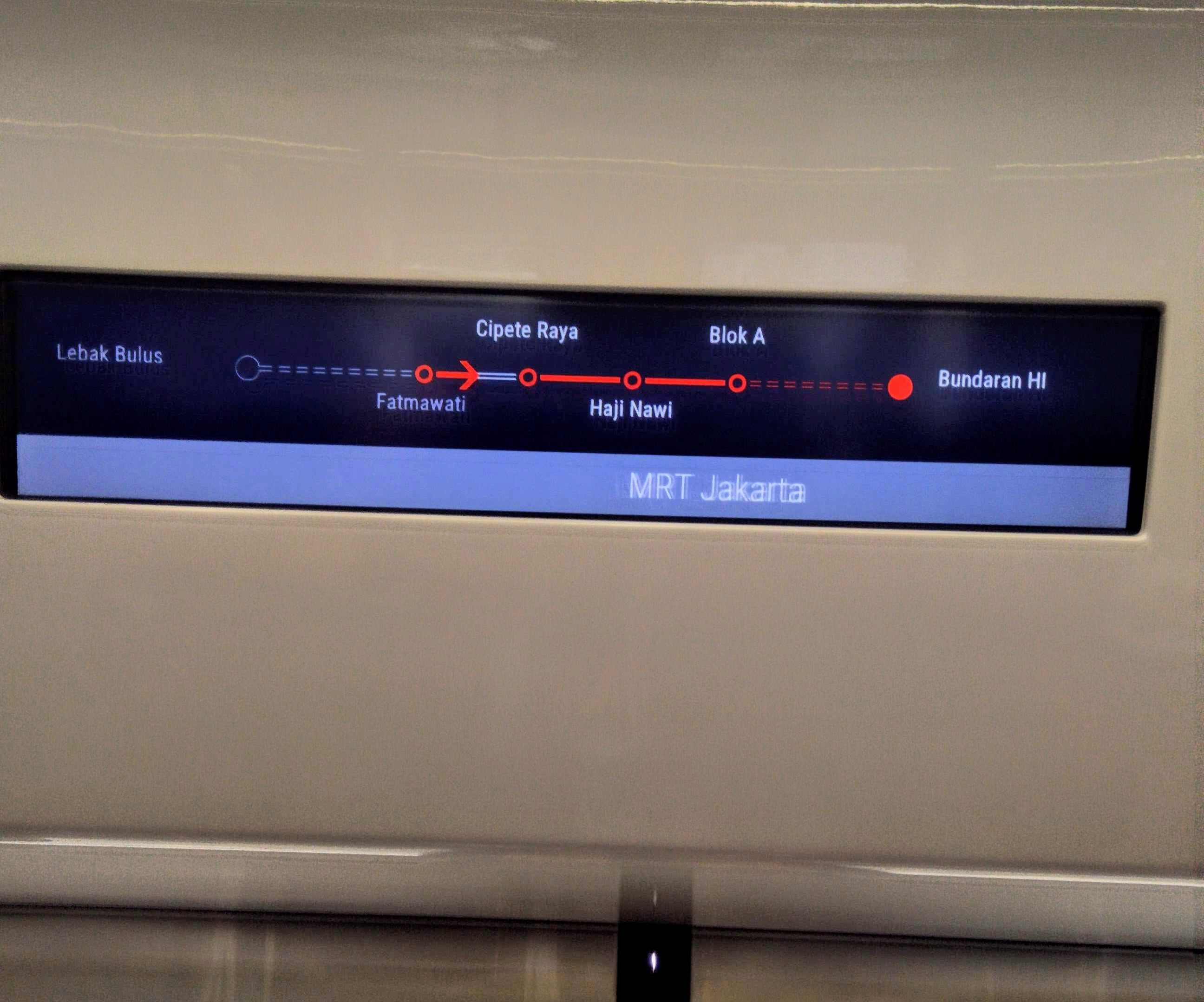
LCD旅客資訊版
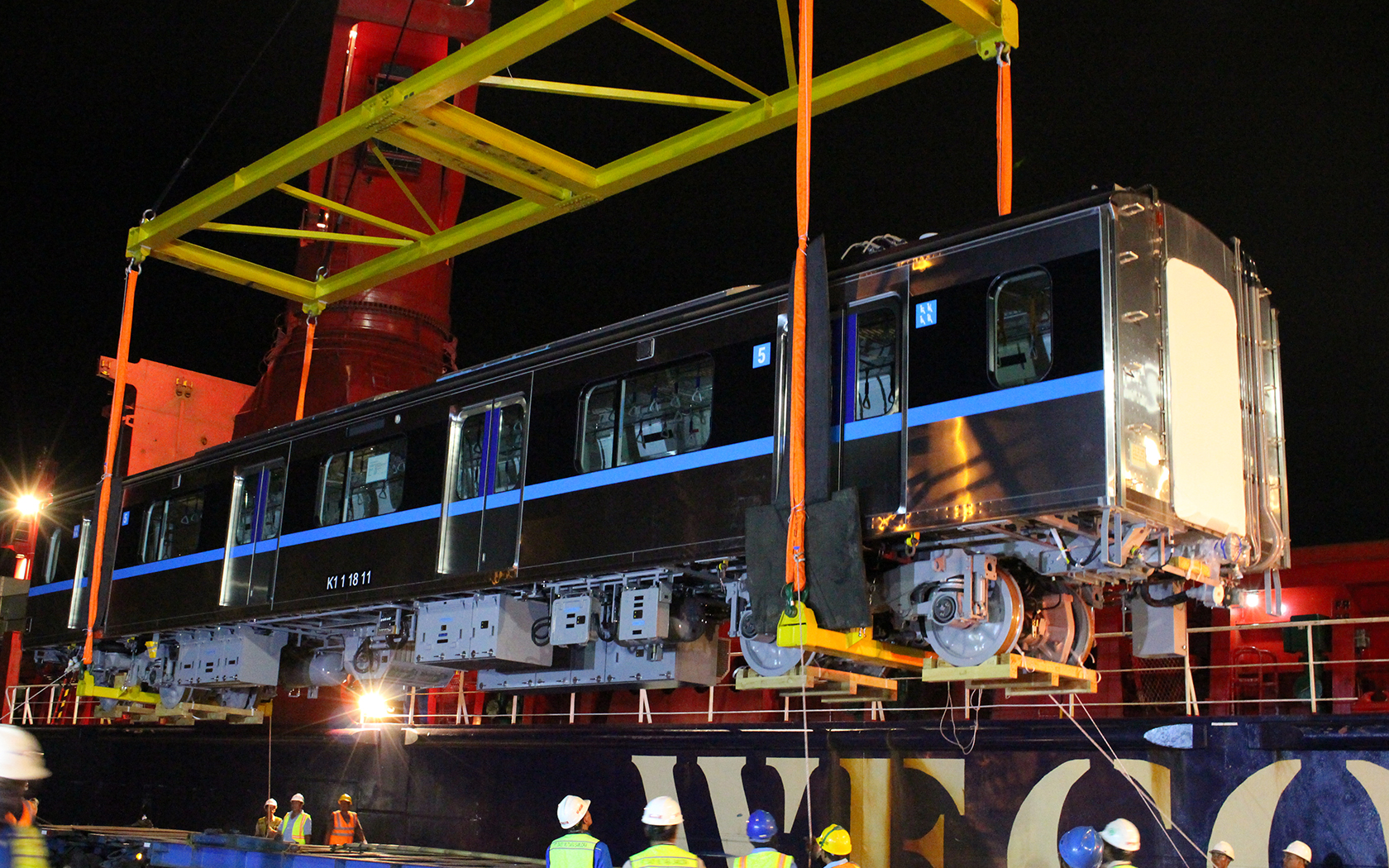
正在吊掛下船的車廂

## 外部連結
- 雅加達地鐵官網 （页面存档备份，存于）